# Нова Рада
«Нова Рада» (с укр. — «Новая Рада») — украинская ежедневная газета, выходившая с марта 1917 до января 1919 в Киеве. Издавалась по инициативе Общества для пособия литературе и науке как продолжение газеты «Рада», закрытой российским правительством в июле 1914 года. С 1918 года — официальный орган Украинской партии социалистов-федералистов. Редактировали газету А. Никовский и С. Ефремов.

## История газеты
Накануне Февральской революции в России на территории Украины выходило только 6 украинских печатных изданий, в 1917 году их количество возросло до 106 и уже в 1918 году достигло 212. 25 марта 1917 начала выходить газета «Новая рада» как орган Общества пособия литературе, науке и штуке с участием Е. Чикаленко (финансовая поддержка), А. Никовского, С. Ефремова, М. Грушевского и др.
Украинская радикально-демократическая партия (впоследствии Украинская партия социалистов-федералистов) имела большое влияние на газету, однако редакция старалась придерживаться общего общественно-политического характера. По мнению некоторых исследователей, это единственный украинский журнал периода национальной революции отстаивал свободу слова. А. Мукомела писал: «Самым ценным на то время традиции было веками запрещённое свободное украинское слово. Его растоптали. Среди ведущих украинских газет („Народная воля“, „Рабочая газета“, „Борьба“ и др.). После небольшого перерыва в режиме ленинских декретов о печати удалось сохраниться единой „Новой Раде“. И то благодаря усилиям и опрометчивому риску С. Ефремова и А. Никовского».
7 февраля 1919 большевики захватили Киев, и 9 февраля «Нова Рада» прекратила своё существование. Газета начала издаваться под другими названиями — «Рада», «Луч».
По данным И. Гирича полные комплекты газеты «Новая Рада» за 1917—1919 годы из личного архива С. Ефремова сохранились в Научно-справочной библиотеке центральных государственных архивов Украины в Киеве. В Национальной библиотеке Украины им. В. И. Вернадского сохранились номера за ноябрь-декабрь 1917 года, однако доступ к ним ограничен из-за неудовлетворительного состояния издания.

## Формат и содержание
Газета состояла из 4 страниц большого формата. В шапке издания отмечалось, что газета «политическая, экономическая и литературная», «выходит ежедневно, кроме понедельников и дней после больших праздников». На первой странице печатались передовые статьи (одна-две), отчёты, обзоры важных общественно-подитичних событий, объявления. А. Гнесь приводит пример такого обзора: «Описание Седьмой сессии ЦР, заседание 29 октября», которое открыл М. Грушевский (3 октября 1917). Выступление продолжил М. Ковалевский с призывом о том, что «пришло время создавать Украинскую Демократическую Республику и созвать суверенную украинскую Учредительную Раду, потому что беспорядок в централистической России привёл уже народы на самое дно пропасти». Здесь звучало слово В. Винниченко, который утверждал необходимость существования «сильной власти», осуществления «форм федеративной республики, которые, видимо, через пару месяцев утверждены будут в России законным путём».
Также в газете публиковались важные законодательные решения. Здесь был напечатан Третий Универсал. По мнению А. Гнесь, издание выполняло «важную миссию информатора и комментатора, связующего звена между обществом и властью».
В рубрике «В Киеве» газета подавала хроники событий в столице. В частности, в номере за 7 февраля 1917 года были такие подзаголовки: «Универсал ЦР», «Похороны жертв гражданськой войны», «Войско в Киеве», «На телеграфе» — тут же подавались «Вести из Петрограда», «Вести из Москвы», «Слухи Дона», «Приказы киевской военной округи», новости об «отставке Лепарского», «положении на фронте», «деле с юнкерами» и т. д. «Нова Рада» также подавала информацию в «Театральном отделе» в отделе «Просвиты». Относительно рубрики «За рубежом», в номере за 7 ноября 1917 г. помещены, например, новости из Франции и Италии. Также публиковались «сообщения» от непостоянных корреспондентов из разных уголков Украины и мира.
В газете печатались обзоры прессы (в формате «цитата — комментарий»), значительное внимание уделялось экономическим новостям (рубрика «Экономические очерки»), вопросам благотворительности (в частности материалы в рубрике «Жертвы»). Новости нередко подавались под заголовком «Телеграммы».
Среди публицистов первенство принадлежало С. Ефремову. Совокупное количество его публикаций — около тысячи в почти пятистах номерах газеты, то есть на одно число приходилось примерно две публикации. С. Ефремов готовил экспресс-информацию о текущих событиях — ею открывалась «Нова Рада». В каждом номере подавалась аналитическая или полемическая статья, состоящая из двух-пяти частей. Реже журналист писал обзоры прессы и информации для отдела хроники. Так, газета постоянно подавала материалы С. Ефремова, именно он определял лицо газеты.